# Mara Pringsheim
Mara Pringsheim (* 2. Mai 1889 in München als Martha Katharina Duvé; † 9. Januar 1965 in Detmold) war eine deutsche Sängerin und Gesangsprofessorin.

## Leben
Mara Duvés Sohn Horst wurde 1924 geboren. Sechs Jahre später, 1930, wurde sie als Gesangslehrerin an das Klindworth-Scharwenka-Konservatorium in Berlin berufen.
Nach ihrer gescheiterten ersten Ehe mit dem Schauspieler Rudolf Sulzer heiratete sie 1930 Heinz Pringsheim. Mara Pringsheim lehrte als Professorin Gesang in München. Zu ihren Schülerinnen gehörten die Sopranistinnen Lotte Schädle und Eva Maria Rogner.